# Francisco Graña Reyes
Francisco Graña y Reyes (Lima, 19 de octubre de 1878-18 de octubre de 1959), fue un médico, catedrático, empresario y político peruano. Especializado en cirugía, se le considera como el iniciador de la moderna anestesiología en el Perú y el fundador de la enseñanza de la cirugía infantil. Publicó numerosos libros y artículos sobre su especialidad médica. En 1953 la prensa destacó una cirugía craneal que hizo, junto con el doctor Esteban Rocca, utilizando instrumental de la época prehispánica. Enseñó durante muchos años en la Universidad de San Marcos y trabajó en los principales hospitales públicos de Lima como médico principal. Como político fue partidario de Augusto B. Leguía (de quien fue médico personal), y diputado por Chincha ante el Congreso del Perú, de 1924 a 1929, llegando a ejercer la vicepresidencia de su cámara.

## Biografía

### Nacimiento y formación académica
Hijo del español Waldo Graña y de la limeña Andrea Reyes. Nieto de Andrés Reyes y Buitrón, que fuera prócer de la independencia y presidente provisional del Perú.
Cursó sus estudios básicos en el Convictorio Peruano. Luego ingresó a la Facultad de Medicina de la Universidad Nacional Mayor de San Marcos. En 1903 se graduó de bachiller en medicina con su tesis «La cuestión higiénica», que por su calidad fue publicada en los Anales de la Revista Universitaria. Ese mismo año se recibió de médico cirujano, y en 1908 se graduó de doctor en medicina con su tesis «El problema de la población en el Perú».

### Trayectoria profesional
En 1904 empezó a laborar como cirujano del Hospital Nacional Dos de Mayo, donde fue jefe del servicio de niños y de la sala de las Mercedes (sala Carrión). En dicho hospital introdujo los últimos adelantos en anestesiología, instrumental y técnica operatoria. Si bien su especialidad era la cirugía en general, dentro del mismo campo la derivó hacia la anestesiología, siendo muy solicitado en los hospitales y clínicas particulares, a tal punto que se le considera como el iniciador de esa técnica en el Perú.
En el campo de la administración pública, fue miembro de la Dirección de Salubridad del Ministerio de Fomento, desde su fundación, y director del Boletín respectivo.
Fue también médico fundador y director del Hospicio de Huérfanos, desde 1906; y fundador del primer consultorio y Gota de Leche en la Beneficencia Pública de Lima, donde estableció la sección de Esterilización, Pasteurización y Maternización de Leche.
En 1908 empezó a ejercer la docencia en la Facultad de Medicina de San Marcos, como catedrático interino de Higiene, pasando a ser titular, por concurso, de 1910 a 1922. Asimismo, fundó la cátedra de cirugía infantil y ortopedia, que regentó de 1921 a 1930.
En 1910, al producirse una amenaza de guerra con Ecuador, fue nombrado jefe del primer hospital de campaña. En 1916 empezó a laborar como cirujano del Hospital de Guadalupe del Callao.
Efectuó viajes de estudio por Europa y Estados Unidos, tocando especialmente en la Clínica Mayo de Rochester.  Fue designado fellow o miembro del Colegio Estadounidense de Cirujanos (1919).
Fue delegado a los congresos científicos realizados con motivo de la exposición española de Sevilla y Barcelona, así como embajador del Perú en dicha feria mundial realizada entre 1929 y 1930.
Participó también como delegado de Perú en diversos congresos científicos internacionales, entre ellos el 6.º Congreso Internacional de Cirujanos, realizado en 1948 en Roma, del cual fue nombrado presidente.
Fue médico fundador del Hospital Obrero de Lima (inaugurado en 1939), donde fue jefe del departamento de Cirugía desde 1949 y primer presidente del Cuerpo Médico, de 1949 a 1950.
En 1953, junto con el doctor Esteban Rocca, realizó una operación de neurocirugía, utilizando instrumental de la época prehispánica. La operación duró catorce minutos y fue un éxito, demostrando así la eficacia de los instrumentos de cirugía que usaban los antiguos peruanos.
Fue presidente de la Sociedad Médica Fernandina; miembro fundador y presidente de la Sociedad Peruana de Cirugía, de 1941 a 1942; y miembro titular de la Academia Nacional de Medicina, de la que fue presidente en tres periodos, entre 1938 y 1948.
También fue miembro fundador en el Perú del Colegio Estadounidense de Cirujanos; así como presidente del Colegio Internacional de Cirujanos, de 1949 a 1951, siendo el primer médico peruano que consiguió dicha distinción.
Fue director médico de la Sun Life de Canadá en Lima (compañía de seguros de salud), durante veintitrés años. Tenía su consultorio privado en el Jirón de la Unión N.º 1054, en el centro de Lima.

## Trayectoria política
En 1924 fue elegido diputado por Chincha ante el Congreso Nacional, cargo que ejerció hasta 1929. Llegó a ser vicepresidente de su cámara.
Fue médico privado del presidente Augusto B. Leguía, y tras la caída de este, fue deportado a Panamá en 1930. Regresó al Perú en 1934, ya bajo la dictadura de Óscar R. Benavides.

## Publicaciones
Escribió numerosos artículos sobre patología médica, cirugía, traumatología, higiene, medicina social e historia de la medicina. Solo se mencionan los principales.

### Escritos médicos
- «El problema de la población en el Perú» (1908)
- «La población del Perú a través de su historia» (1916)
- «Evolución del concepto quirúrgico»
- «Cirugía de los injertos óseos»
- «Tratamiento de las fracturas del cráneo»
- «Sobre el tratamiento de las fracturas craneales en los niños»
- «Trayectoria de la anestesia entre nosotros» (1944)
- «Tratamiento quirúrgico de las varices»

### Escritos históricos
- «Elogio a Pasteur» (1922), por encargo de la Academia Nacional de Medicina y la Universidad Nacional Mayor de San Marcos, con motivo del primer centenario del nacimiento de Louis Pasteur.[4][9]
- «La cirugía en el Perú»
- Prólogo al libro Verruga peruana (1940) del doctor Raúl Rebagliati.
- «Hipólito Unanue» (1955), en Anales de la Facultad de Medicina.
- Las trepanaciones craneanas en el Perú de la época prehispánica (1954), en coautoría con Esteban D. Rocca y Luis Graña.

## Homenaje
En homenaje a su memoria se le erigió en 1966 un busto de bronce frente al local de la Facultad de Medicina de la Universidad de San Marcos, delante de la fachada del Hospital Obrero (actual Hospital Nacional Guillermo Almenara Irigoyen), con la inscripción: «La ciudad a Francisco Graña Reyes, limeño ilustre y alto exponente de la medicina nacional».

## Condecoraciones
- Orden El Sol del Perú en el grado de Gran Cruz, por el gobierno del Perú.[5]
- Orden de Isabel la Católica en el grado de comendador, por el gobierno español (1921).[10]
- Orden de San Patricio de Italia[5]
- Orden Civil de Alfonso X el Sabio en el grado de Gran Cruz (1954)